# Maurice Sterne
Maurice Sterne (Liepāja, 1877/78 – Mount Kisco, 1957) è stato uno scultore e pittore statunitense.

## Biografia

### Anni '800
Maurice Sterne, figlio di Gregor e Naomi Sterne, nacque nella città di Liepāja, in Lettonia, nel 1877 o 1878. Dopo la morte del padre, avvenuta nel 1884, Sterne si trasferì insieme alla famiglia a Mosca.
Nell'agosto del 1889, Maurice insieme alla madre e alla sorella Lena raggiunsero il fratello maggiore Max, a New York. Nei primi anni di permanenza negli Stati Uniti, Sterne lavorò part-time in molti luoghi e grazie ad uno di essi (un apprendistato in un negozio di un incisore di mappe) rinnovò la sua attenzione per l'arte. In seguito quindi si iscrisse al primo anno di disegno meccanico alla  Cooper Union, poi ad un corso di studi alla  National Academy of Design, continuando a lavorare di sera.
Sebbene insofferente alle rigide formule dello studio accademico e manieristico, Sterne ebbe l'opportunità di studiare il disegno anatomico sotto la guida del rinomato insegnante Thomas Eakins. Dopo quattro anni concluse gli studi alla National Academy, diplomandosi con il massimo dei voti nel 1899 e dopo aver vinto le maggiori competizioni a premi durante l'ultimo anno di studi.

### Anni '900

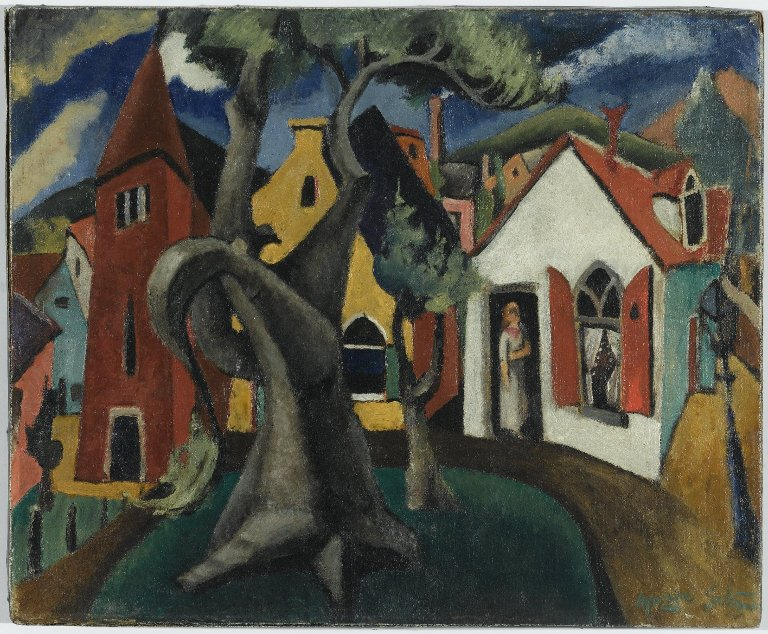
Scena di villaggio (1910/1920), Maurice Sterne, Brooklyn Museum

Non riuscendo a trovare un'occupazione retribuita immediatamente dopo gli studi, Sterne si unì ad altri artisti (tra cui  William James Glackens e George Overbury ''Pop'' Hart) per formare un gruppo artistico chiamato  Il Country Sketch Club.
Nel 1903 divenne insegnante assistente di James D. Smillie, alla  National Academy.
Avendo vinto una borsa di studio all'estero dalla National Academy, Sterne partì per l'Europa nel 1904 per quella che sarebbe stato poi un decennio di sperimentazione artistica. Per prima cosa si recò a Parigi, dove incontrò Leo e Gertrude Stein, oltre a Picasso e ad altri artisti, poi in Germania e in Italia, qui per dipingere sia a Roma che ad Anticoli Corrado, con brevi soggiorni a Firenze e in Grecia.
Rifiutando di aderire ad un accademico formalismo in pittura, durante il soggiorno a Parigi, Sterne si rifece invece agli impressionisti come Degas, Renoir, e in particolar modo a Cézanne e allo stesso modo disegnò alla maniera del Mantegna, del Pollaiolo e di Piero della Francesca, influenze che cercò poi di far confluire in uno stile del tutto personale.
Durante il 1910 poté godere del mecenatismo da parte di Alard Dubois-Reymond, in Germania, che gli commissionò diversi dipinti. Con la rendita ottenuta da queste vendite intraprese una serie di viaggi nel 1911, insieme all'amico Karli Sohn, prima in Egitto, poi in India, in Birmania, a Giava, e alla fine a Bali.
Rapito dallo stile di vita pacifico e primitivo del luogo, Sterne rimase a Bali dall'autunno del 1912 fino al maggio del 1914, riportando su tela i numerosi aspetti della vita dei nativi balinesi. Sterne raccolse i suoi primi successi artistici a livello internazionale proprio con le opere del periodo balinese.
Nel 1914 Sterne tornò a New York. Riprese per breve tempo l'insegnamento alla National Academy e fece la conoscenza della mecenate Mabel Dodge, che gli fornì uno studio privato a Provincetown, nel Massachusetts, invitandolo a far parte della sua cerchia di amici artisti.
Sterne e Mabel Dodge si sposarono nel 1917 e dopo una breve e tumultuosa vita insieme tra New York e Taos, nel Nuovo Messico, si separarono e poi definitivamente divorziarono nel 1921.
Nel 1920 Sterne tornò in Europa, dove riprese la relazione con la giovane Vera Segal, che aveva conosciuto a New York, studentessa alla Duncan School of Dance. Si sposarono a Vienna nel 1923 e andarono a vivere ad Anticoli Corrado, dove Sterne aprì uno studio insieme all'artista statunitense Edward Bruce.
Tra il 1923 e il 1932 i coniugi Sterne si divisero tra l'Europa e gli Stati Uniti, mentre Maurice Sterne insegnò alla  California School of Fine Arts di San Francisco, a metà degli anni trenta.
Nel 1933 gli venne dedicata una personale retrospettiva al  MoMA (Museum of Modern Art) di New York: fu il primo artista statunitense ad ottenere tale riconoscimento.
Nel 1939 si recò nelle Hawaii per eseguire il suo primo e unico progetto di commercial art: una serie di dipinti per la Hawaiian Pineapple Company (Compagnia Hawaiana di Ananas).
Ritornato a New York, si trasferì a vivere con la moglie a Mount Kisco (NY). Nei primi anni quaranta si verificarono i primi problemi di salute legati ad un cancro. Trovando impossibile continuare a dipingere, Sterne cominciò alla fine degli anni quaranta, una serie di scritti legati alle sue memorie, un progetto su cui lavorò per oltre sette anni e che non riuscì però a completare prima della sua morte, avvenuta nel 1957 a Mount Kisco.
Fu uno dei dodici artisti invitati a gareggiare nella competizione scultorea per la realizzazione della Pioneer Woman del 1927, all'Esposizione di architettura di Chicago, East Galleries, Istituto d'arte di Chicago, del 25 agosto 1927, ma non riuscì a vincerla.